# Divisione (matematica)

La divisione illustrata con delle mele

La divisione è l'operazione aritmetica inversa della moltiplicazione.

## Descrizione
Più specificamente, se 
a × b = c,
dove b è diverso da zero, allora 
c : b = a
(da leggersi "c diviso b").
Ad esempio, 6 : 3 = 2, dato che 2 × 3 = 6.
La divisione per zero non viene definita.
Nell'espressione sopra, a rappresenta il quoziente (quoto nel caso di divisione senza resto), b il divisore (cioè la quantità che divide) e c il dividendo (cioè la quantità da dividere).
La divisione gode della proprietà invariantiva ovvero il quoziente non cambia se dividendo e divisore sono moltiplicati per una stessa quantità diversa da zero (il resto invece risulta moltiplicato per quella quantità).
L'espressione c : b viene anche scritta "c/b" (letta "c su b", o "c fratto 'b", o "c b-esimi" ; se b è un intero positivo diverso da 2 questo si legge come ordinale, plurale se c è diverso da 1, es. 2/3 si legge "due terzi" ma 3/2 si legge "tre mezzi"), specialmente nelle matematiche superiori, incluse le applicazioni alla scienza e all'ingegneria, e nei linguaggi di programmazione.
Tale forma viene anche spesso usata come forma finale di una frazione.
La divisione fra due numeri interi a e b, con b≠0, consiste invece nel trovare una coppia di interi q ed r, detti quoziente e resto, tali che a = b × q + r e 0 ≤ r < | b |. (Si dimostra che tale coppia di interi esiste ed è unica). Quando r = 0, il risultato della divisione q viene talvolta detto quoto.
In inglese e sulle calcolatrici elettroniche, il simbolo della divisione è l'obelo che ha una barretta orizzontale tra i due punti: c ÷ b. In italiano questo uso non è mai stato attestato: l'obelo è solo usato a volte in ingegneria e chimica per indicare un intervallo. Nell'uso inglese, invece, i due punti si utilizzano solo per il concetto correlato di rapporto.

## I modi di leggere una divisione
A/B = C indica che il denominatore B è contenuto nel numeratore A una quantità di volte pari a C.
Esempio: 1/0,5 = 2
infatti come si evince dall'esempio 0,5 è contenuto 2 volte dentro il numeratore 1.
Un secondo modo di leggere la divisione: A/B = C indica che ad una unità del denominatore (B) corrispondano C unità del numeratore A.
Esempio: ci sono 6 ciliegie da disporre su 3 torte. Quante ciliegie dispongo su ogni torta? 6/3 = 2
cioè: a ogni unità del denominatore spetteranno 2 unità del numeratore.
Esempio: ci sono 4 ciliegie e solo mezza torta, quante ciliegie dispongo su una torta intera?
4/0,5 = 8.
Questo secondo metodo di lettura della divisione è un approccio particolarmente utile per comprendere il calcolo delle percentuali e il concetto di derivata. Infatti:
Esempio: in un negozio una maglietta costa 35 euro e viene venduta con 7 euro di sconto. A quanto ammonta lo sconto in percentuale?
7/35 = 0,2
Cioè a ogni euro del prezzo della maglietta che si trova al denominatore corrispondono venti centesimi dei 7 euro sconto. Perciò moltiplicando 0,2 per 100 si ha la percentuale dello sconto pari al 20%.

## Computazione della divisione
Utilizzando la tavola pitagorica, si possono dividere due numeri interi con carta e penna.
Se il dividendo ha una parte frazionaria espressa come frazione decimale, si può continuare l'algoritmo dopo le unità; se è il divisore ad avere una parte frazionaria, basta spostare la virgola a destra dello stesso numero di posizioni - aggiungendo se necessario degli zeri a destra del dividendo - fino a che il divisore diventa un numero intero. Pertanto, per fare la divisione 245,7 : 3,78 si eseguirà quella equivalente 24570 : 378.
Un'altra possibilità che si ha per semplificare i conti è vedere se dividendo e divisore abbiano un fattore comune, ed eliminarlo; la divisione di cui sopra è dunque equivalente a 12285 : 189 (eliminando il fattore 2) e ancora a 1365 : 21 (eliminando un fattore 9), 455 : 7 (con un fattore 3), da cui si ottiene subito il risultato finale 65.
Si può calcolare la divisione con un abaco, scrivendo ripetutamente il dividendo e sottraendo man mano il divisore, spostato a sinistra quanto più possibile. Ogni volta che occorre riportare a destra il divisore, si passerà a una nuova cifra anche per il quoziente. Il procedimento risulta pertanto abbastanza simile a quello della divisione su carta, anche se in quel caso c'è la scorciatoia di utilizzare delle moltiplicazioni per ridurre il numero di sottrazioni necessarie.
Nella aritmetica modulare, alcuni numeri hanno un inverso moltiplicativo rispetto al modulo: ad esempio, in base 7, 3 ha come inverso 5. In questo caso, la divisione per 3 può essere calcolata moltiplicando per 5; questo approccio è utile in computer che non hanno una istruzione di divisione veloce.

## Divisione tra interi
La divisione tra interi - anche non considerando la divisione per zero, che non è definita, non è un'operazione chiusa; vale a dire, esistono coppie di numeri a e b tali che non esiste alcun intero c per cui a : b = c. In questi casi si possono dare diverse possibili risposte:
1. Come per ogni operazione non chiusa si può dare semplicemente la non definizione dell'operazione: 39 non può essere diviso per 15.
2. Si può immergere l'insieme dei numeri interi in un insieme in cui l'operazione è chiusa (nel nostro caso si utilizzano tipicamente il campo dei razionali o dei reali) e dare la risposta in questo nuovo insieme: ad esempio 39 : 15 = 2,6 oppure {\displaystyle 39/15=2+{\frac {3}{5}}}.
3. Si può dare la risposta sotto forma di quoziente e resto usando la divisione euclidea (si veda anche dominio euclideo): nel nostro esempio si scriverà 39 : 15 = 2 con resto 9. Questo è l'approccio che si usa quando vengono insegnate le divisioni nella scuola elementare.
4. Da ultima, è molto utilizzata pure la divisione intera, ovvero considerare solamente il quoziente come risposta, eliminando il resto: 39 : 15 = 2. Chiaramente questa operazione non è più l'operazione inversa della moltiplicazione.

Quando si fa una divisione tra interi in un linguaggio di programmazione occorre verificare attentamente la definizione. Nel linguaggio C, ad esempio, la divisione tra interi è definita come nel caso 4 qui sopra, e il risultato sarà pertanto un intero troncato; in altri linguaggi come MATLAB, invece, si inizia a convertire gli interi in numeri reali (o più correttamente numeri di macchina), e si ottiene così un numero reale come risposta, come nel caso 2 sopra.

## Divisione di numeri razionali
A differenza del caso precedente, i numeri razionali sono chiusi rispetto alla divisione, se il divisore non è 0. Si può definire il risultato della divisione tra due numeri razionali p/q e r/s come il valore
{\displaystyle {p/q \over r/s}=(p\times s)/(q\times r).}
Tutti e quattro i valori sono interi, e solo p può valere 0. Questa definizione assicura che la divisione è l'operazione inversa della moltiplicazione: si ricava infatti subito che
{\displaystyle (p\times s)/(q\times r)\,\times \,r/s=(prs/qrs)=p/q.}

## Casi particolari della divisione
I casi particolari riguardano l'operazione di divisione quando 0 è il dividendo o il divisore. Il risultato di queste operazioni può essere indeterminato oppure impossibile. Detto a un qualsiasi numero reale diverso da zero, vale che:
Caso 1: 0 : a = 0
Si verifica facilmente grazie alla definizione: l'unico numero che moltiplicato per un numero non nullo dà zero è lo zero stesso in quanto vale la legge di annullamento del prodotto.
Caso 2: a : 0 = ?
Caso 3: 0 : 0 = ?
Anche in questi due ultimi casi, il metodo per risolvere l'impasse è considerare la definizione dell'operazione di divisione, cioè come l'inverso della moltiplicazione. Risolvere i casi 2 e 3 equivale a cercare la soluzione dell'equazione 0 × x = a; questa ha:
- nessuna soluzione se a è diverso da 0 (caso 2): non esiste un risultato della divisione di a per 0, l'operazione è impossibile;
- infinite soluzioni se a è uguale a 0 (caso 3): l'operazione 0 : 0 è indeterminata .

In entrambi i casi, non è possibile determinare il risultato che, come sappiamo, deve essere unico. Per tale motivo la divisione per zero non viene definita ed è priva di significato.

## Divisione di numeri reali
Il risultato della divisione di due numeri reali è un altro numero reale, se il divisore non è 0. Dati a e b, si definisce a/b = c se e solo se a = cb e b ≠ 0.

## Divisione di numeri complessi
Anche per i numeri complessi, così come per i numeri reali, la divisione è un'operazione chiusa eccetto il caso in cui il divisore sia zero, nel qual caso l'operazione non è definita.
Se si esprimono i numeri complessi con le comuni coordinate, il risultato della divisione di {\displaystyle (p+iq)} per {\displaystyle (r+is)}, dove p, q, r e s sono numeri reali e r e s non possono essere entrambi nulli, è dato da
{\displaystyle {p+iq \over r+is}={pr+qs \over r^{2}+s^{2}}+i{qr-ps \over r^{2}+s^{2}}.}
Se i numeri complessi sono espressi mediante le coordinate polari, l'espressione è più semplice da esprimere e ricordare: il risultato della divisione tra {\displaystyle pe^{iq}} e {\displaystyle re^{is}}, con p, q, r e s reali e finiti e r diverso da zero, è dato da
{\displaystyle {pe^{iq} \over re^{is}}={p \over r}e^{i(q-s)}.}

## Divisione di polinomi
La divisione tra due polinomi (a coefficienti interi) può anch'essa venire definita come l'operazione inversa della moltiplicazione: come nel caso dei numeri interi, generalmente si otterrà un polinomio quoziente e un resto. Per maggiori informazioni su come viene condotta l'operazione, si veda la regola di Ruffini.

## Divisione in algebra astratta
Nelle algebre astratte, come quella delle matrici e nei quaternioni, frazioni come {\displaystyle {a \over b}} sono tipicamente definite come {\displaystyle a\cdot {1 \over b}} oppure {\displaystyle a\cdot b^{-1}}, quando b è un elemento invertibile (vale a dire, esiste un altro elemento c tale che bc = cb = 1, dove 1 è l'identità moltiplicativa; l'elemento c viene generalmente scritto come b−1). In un dominio d'integrità, in cui possono non esistere gli inversi, più che di "divisione" si può parlare di cancellazione, nelle equazioni della forma ab = ac o ba = ca, dove a viene cancellato da entrambi i membri.

## Divisione ed analisi matematica
La funzione quoziente di due funzioni f e g è la funzione h il cui valore in un punto x è dato da {\displaystyle h(x)={f(x) \over g(x)}}. È definita nell'intersezione dei due domini di f e g, ad eccezione dei valori x che annullano la g.
La derivata del quoziente di due funzioni è data dalla regola del quoziente:
{\displaystyle \left({f \over g}\right)'={f'g-fg' \over g^{2}}.}
Non esiste una regola generale per integrare il quoziente di due funzioni.